# Rosengård fastigheter
Rosengård Fastighets AB, till vardags kallat Rosengård fastigheter, är ett fastighetsbolag i Malmö som grundades 2017 och ägs till lika delar av de privata aktörerna Fastighets AB Balder, Heimstaden AB och Victoriahem AB samt kommunala MKB Fastighets AB.

## Verksamhet
Bolagets fastighetsbestånd består av kvarteren Törnrosen och delar av Örtagården som utgör två av sex bostadsområden i Rosengård. 

## Culture Casbah
Rosengård fastigheter jobbar även med utvecklingen av Culture Casbah - det framtida stråket som sträcker sig mellan järnvägsstationen (station Rosengård) och Rosengård centrum. År 2013 vann projektet ‘’Best Futura Project’’ vid MIPIM mässan i Cannes för sitt utgångsläge i hållbarhet, mänsklig skala och variation.
Culture Casbah utvecklas av Rosengård fastigheter som ägs till lika delar av de privata aktörerna Fastighets AB Balder, Heimstaden AB och Victoriahem AB samt kommunala MKB Fastighets AB . För gestaltningen står den svenska arkitektfirman Kjellander Sjöberg  . 
Culture Casbah kommer att omfattas av bostäder, restauranger, kontor, skolverksamhet, handel, parker, torg samt platser för kultur och idrott. 

### Tidslinje
- 2009 - MKB påbörjar ett idéunderlag på hur Rosengård kan förnyas.
- 2013 - Culture Casbah vinner ”Best Futura Project” vid MIPIM mässan i Cannes. För gestaltningen står den danska arkitektfirman Lundgaard & Tranberg Arkitekter A/S [2] [4].
- 2017 - Rosengård fastigheter bildas för att realisera Culture Casbah. MKB är en av delägarna. De övriga tre är Balder, Heimstaden och Victoria Park [6].
- 2018 - Rosengård fastigheter tilldelas markanvisning för Culture Casbah.[5]
- 2023 - Planprocess för Culture Casbah inleds [7].

## Organisation
Petra Sörling är och har varit VD sedan starten. Vid årsslutet 2024 arbetade 33 personer på Rosengård fastigheter .

## Priser
Tre gånger - 2021, 2023 samt 2025 - har Rosengård fastigheter utsetts till vinnare av Kundkristallen i kategorin "Största lyft serviceindex 1000 - 3999 lägenheter". Kundkristallen delas ut årligen av AktivBo, som utför kundundersökningar åt privata och kommunala fastighetsbolag, och prisar service och kvalitet     .
2021 tilldelades Rosengård fastigheter Real Estate Øresund Award som årets fastighetsföretagare. Det är fastighetsbranschens eget pris och premierar de bästa prestationerna under det senaste året från aktörer som gör skillnad för Öresundsregionen. Bakom Real Estate Øresund Award står: Centrum för Fastighetsföretagande, Fastighetsägarna Syd och Malmö Stad i samarbete med Øresundsinstituttet .